# 皇家空軍轟炸機司令部紀念廳

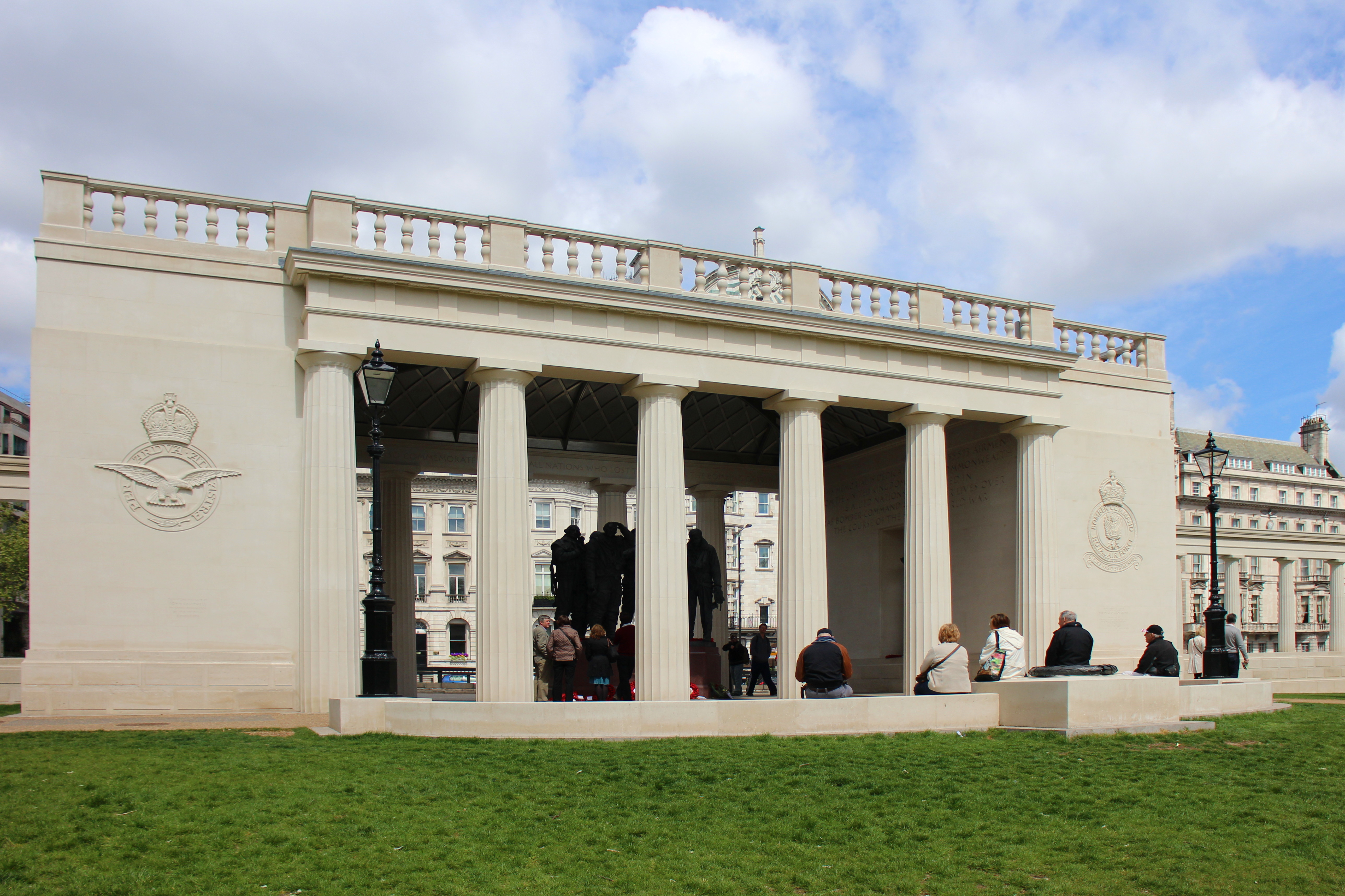

皇家空軍轟炸機司令部紀念廳（Royal Air Force Bomber Command Memorial）是英國倫敦綠園的一座紀念廳，紀念二戰期間中的皇家空軍轟炸機司令部。這座建築啟用於2012年6月28日。

## 外部連結
- Bomber Command Memorial website （页面存档备份，存于）
- Halifax LW682 （页面存档备份，存于）
- Geraardsbergen Memorial Archive.today的存檔，存档日期2013-01-15
- Bomber Command Museum of Canada （页面存档备份，存于）

51°30′12″N 0°8′56″W / 51.50333°N 0.14889°W